# Йон Беленел
Йон Беленел (рум. Ion Bălănel; нар. 7 червня 1926, Бухарест) – румунський шахіст, міжнародний майстер від 1954 року.

## Шахова кар'єра
Чотириразовий чемпіон Румунії 1950, 1953, 1955 та 1958 років, а в 1951 і 1954 роках здобув бронзові медалі. 1956 року представляв свою країну на олімпіаді в Москві (на шахівниці), набравши 4½ очки у 12 партіях. Брав участь у двох Зональних турнірах (Маріанські Лазні, 1951, 13-тє місце і Прага, 1954, 8-ме місце).
Найкращі результати у міжнародних турнірах показав у таких містах, як: Мендзиздроє (1952, поділив 1-ше місце разом зі Здравко Мілевим) і Плоєшті (1957, посів 1-ше місце). 1955 року взяв участь у матчі збірних Румунії та Франції в Бухаресті матчу збірних Румунії та Франції, перемігши 2 – 0 Шанталя Шоде де Сілана (на 2-й шахівниці).
За даними ретроспективної рейтингової системи Chessmetrics, найсильнішу гру показував у січні 1955 року, займаючи тоді 106-те місце у світі.